# Kim Hong-il (général)
Kim Hong-il (hangeul : 김홍일 ; hanja : 金弘壹 ; RR : Gim Hong-il), né le 23 septembre 1898 et mort le 8 août 1980, est un militaire et homme politique coréen. Il participe à plusieurs conflits comme la Seconde guerre sino-japonaise et la Guerre de Corée. Il est parla suite un ministre des affaires étrangères sous Park Chung-hee, puis est élu député du parti d'opposition Sinmindang en 1967.
Kim Hong-il est né en Corée du Nord. Après la colonisation de la Corée par le Japon, il part en Chine et en Russie soviétique pour rejoindre l'armée, puis participe au mouvement indépendantiste coréen. Pendant son séjour en Chine, il a rejoint l'Armée nationale révolutionnaire et l'Armée de libération de Corée, et a connu l'expédition du Nord et la guerre anti-japonaise de Songhu, ainsi que la bataille de Wuhan et la bataille de Shanggao dans la Seconde guerre sino-japonaise. Dans les premiers jours de la guerre de Corée en 1950, en tant que l'un des rares généraux de l'armée coréenne possédant une riche expérience pratique et une formation chinoise, il a dirigé lors de la bataille de la rivière Han. L'action clé était de retarder l'offensive de l'armée populaire coréenne. De sa retraite en 1951 à 1960, Kim Hong-il s'est rendu à Taiwan pour servir comme ambassadeur de Corée du Sud auprès de la République de Chine. Après son retour en Corée du Sud, il a exercé les fonctions de ministre du ministère des Affaires étrangères et membre du Congrès. Parmi les honneurs qu'il a reçus pendant sa vie on retrouve la médaille des arts martiaux Tai Chi, la plus haute médaille militaire de Corée du Sud, la médaille fondatrice de la République de Corée et la médaille Grand Ribbon Star de la République de Chine.

## Biographie

### Les années de jeunesse
Kim Hong-il est né le 23 septembre 1898 à Yang Xiaxia, dans le comté de Ryongchon, province de Pyongan du Nord. En 1913, après la fusion du Japon et de la Corée du Sud, il fréquente l'école primaire chinoise de Fengtian, en Mandchourie, mais après seulement un semestre, il retourne à Chongju et est transféré à l'école Wushan de Dingzhou. Plus tard, grâce à la recommandation de Yi Seunghun, le fondateur de l'école, mais son implication dans l'agitation contre la domination japonaise en tant que membre de l'association des anciens élèves de l'école Osan a abouti à son emprisonnement en 1918. Après sa libération, il s'enfuit Shanghai la même année.

### Les années en Chine
Après l'arrivée de Kim en Chine, avec l'aide de Huang Jiemin, un stratège chinois qui était à l'époque président du « National Salvation Daily » de Shanghai, à l'Académie militaire du Guizhou, créée par He Yingqin. En Chine, il a utilisé divers pseudonymes, notamment le nom coréen Choe Se-pyeong (최세평; 崔世平) et les noms chinois Wang Hsiung (王雄; Wáng Xióng), Wang Yi-shu (王逸曙; Wáng Yìshǔ) et Wang Fu-kao (王復高; Wáng Fùgāo) :p185 . C'est sous le nom de Wang Hsiung qu'il rejoint l'Académie. Après avoir obtenu son diplôme en juin 1920, il sert comme chef de peloton dans la brigade d'agents spéciaux du quartier général de l'armée de Guizhou. Il retourne à Shanghai, où se trouvait le gouvernement provisoire de la République de Corée et, en mars 1921, suivant les instructions Liu Bolin, chef des affaires militaires du gouvernement provisoire, il se rendit en Mandchourie et rejoignit l'armée. Le régiment d'armement de la région de Jiandao, prévoyant de conduire les membres du régiment vers Iman en Russie (aujourd'hui Dalnerechensk), a résisté au Japon avec le soutien de la Russie. Fin 1921, l'Association coréenne de l'armée volontaire est créée, et Kim Hong-il a servi comme capitaine du deuxième escadron du quartier général de l'armée des volontaires . En 1923, il sert comme commandant de l'armée des volontaires coréenne en Sibérie.

#### L'armée nationale révolutionnaire
En 1925, il rejoint l'Armée nationale révolutionnaire et se rend à l'Académie militaire de l'armée de Huangpu à Guangzhou pour servir comme instructeur d'armes pour le troisième mandat. En juillet 1926, il entre au quartier général général de l'Armée nationale révolutionnaire du Nord. Il participer à l'expédition de l'Armée de la Route de l'Est à Shantou en tant qu'officier d'état-major et lieutenant général. Chef de section de l'école, il a ensuite servi comme commandant de bataillon, commandant de régiment et commandant adjoint du quartier général de la forteresse de Wusong. En 1928, il est directeur du département des avions militaires (directeur des armes) à l'Arsenal de Shanghai et capitaine de l'équipe de protection de l'usine, puis simultanément directeur du renseignement arrière de la 19e armée de route, responsable de la collecte de renseignements derrière les lignes ennemies et il planifie les opérations de dynamitage contre les navires japonais, les hangars d'avions et les entrepôts logistiques. Cependant, en raison de la signature de l'Accord d'armistice de Songhu, il doit cesser ses activités.
Au cours de son mandat à l'arsenal, Kim Hong-il a participé à l'attentat à la bombe du parc Hongkou planifié par l'indépendant sud-coréen Kim Goo et exécuté par Yoon Bong-gil en tant que superviseur des armes, visant des dignitaires japonais à Shanghai. Jin Jiu lui a confié à l'avance la tâche de négocier avec le directeur de l'usine Song Shixian et de fabriquer une bombe en forme de boîte à déjeuner pour Yin Fengji afin qu'elle puisse être transportée dans la salle . Finalement, Yun Bongji a lancé un soulèvement le 29 avril, entraînant la mort et les blessures de nombreuses personnalités politiques et militaires japonaises, dont le général Shirakawa Yoshinori, Kawabata Sadji et Shigemitsu Aoi . Par la suite, le Japon a commencé à enquêter sur les Coréens impliqués dans l'incident de Hongkou. Sous l'arrangement de Chen Yi, vice-ministre du ministère des Affaires militaires, Jin Hongyi s'est rendu à Suzhou, Hangzhou, Nanchang et ailleurs sous le pseudonyme de Wang Yishu  :p274 . En février de l'année suivante, Jin Hongyi a participé à l'opération militaire visant à encercler et réprimer l' Armée rouge du Jiangxi avec l'Armée nationaliste, et a servi comme colonel officier d'état-major du quartier général de l'Armée de la Deuxième Route  .